# Alfa Romeo Arna

L'Arna est une berline du segment C, construite par Alfa Romeo en collaboration avec Nissan et produite de 1983 à 1987.

## Contexte
À la fin des années 1970, Alfa Romeo décide de proposer une voiture de classe moyenne, afin de pénétrer un secteur du marché -initialement ouvert par la Golf- auquel le groupe Fiat a répondu avec un peu de retard avec la Fiat Ritmo et la Lancia Delta.
Vu l'impossibilité de lancer un véhicule neuf dans des délais brefs, la direction décida de créer une coentreprise avec le constructeur japonais Nissan, en construisant une usine spécifique où étaient assemblées les Nissan Pulsar avec la mécanique provenant des Alfasud. L'accord qui constitue la société Alfa Romeo Nissan Automobili SpA, est signé le 9 octobre 1980 à Tokyo, par Takaschi Ishihara et Ettore Massaccesi, présidents respectifs de Nissan et Alfa Romeo (qui était encore à cette époque la propriété du groupe industriel d'État IRI). La nouvelle unité de production est construite à Pratola Serra dans des délais record, mais il fallut encore moins de temps pour s'apercevoir que cette opération a été considérée comme le plus grave désastre industriel et commercial de l'histoire d'Alfa Romeo.
Du point de vue industriel, et à peine les premiers prototypes assemblés, on s'aperçoit que la carrosserie de la Pulsar doit être modifiée pour accueillir la mécanique de l'Alfasud, ce qui entraînera un retard important dans la mise en vente du modèle, en plus de l'augmentation des coûts de fabrication. Du point de vue commercial, il faut noter (mais cela était prévisible) le rejet des alfistes en particulier et des Européens en général à l'égard d'une ligne asiatique, de plus datée et aux antipodes des formes sportives et agressives qui jusqu'alors distinguaient les voitures du constructeur italien.
Pour sauver la situation, il avait été décidé, afin de faire face aux retards du projet et à la nécessité de garantir une production à l'établissement de Pomigliano d'Arco, de réaliser un nouveau véhicule sur la plate-forme de l'Alfasud. Ce véhicule deviendra l'Alfa 33, qui sortira quelques mois après la commercialisation de l'Arna.

## Modèles

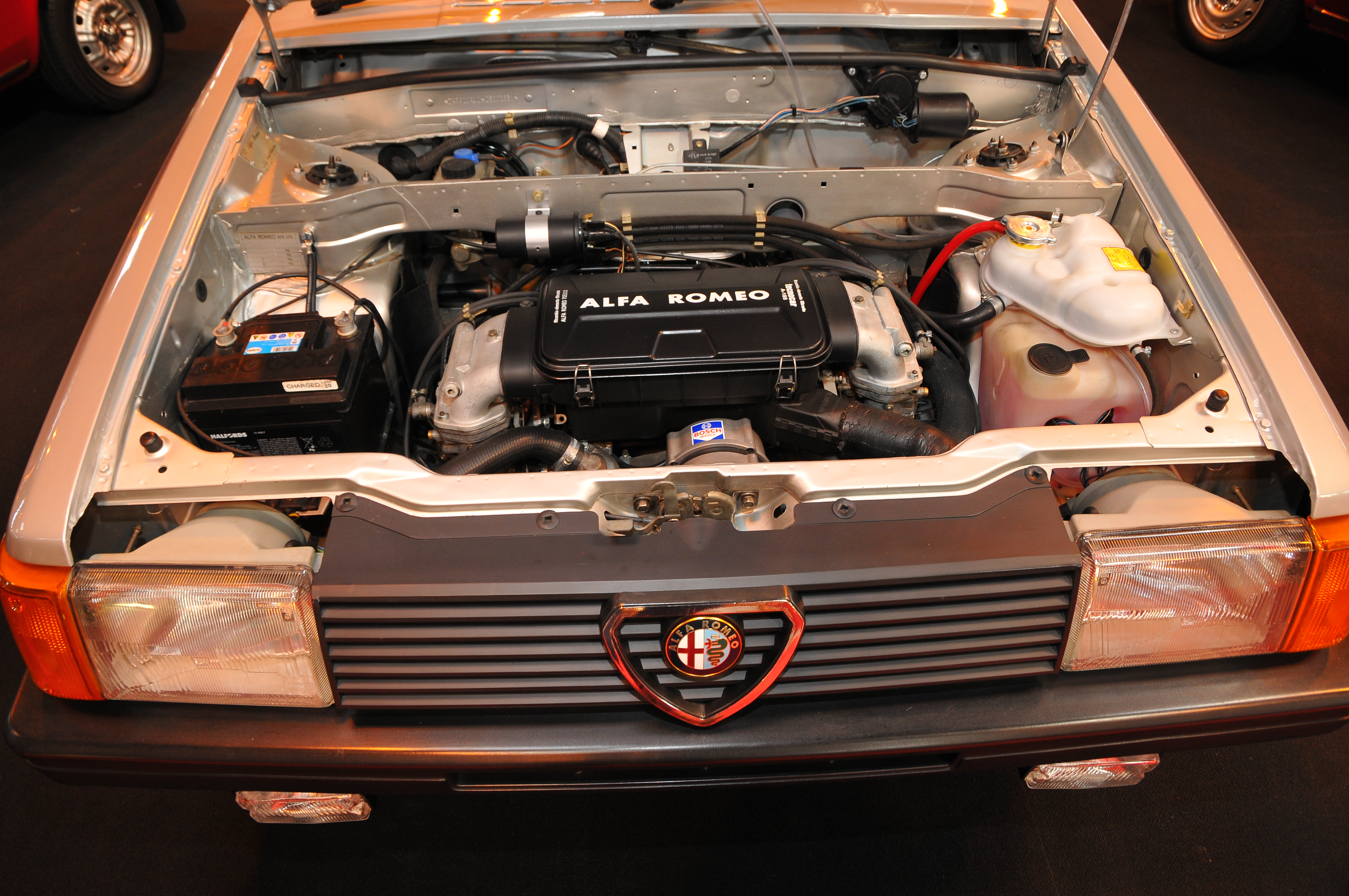
Éléments dans le capot avant du modèle Arna, avec vu sur le moteur.

L'Arna est construite en version L (3 portes) et LS (5 portes) dotées de motorisation de base de l'Alfasud, c'est-à-dire le moteur boxer 1.2 de 63 ch. Il est ajouté en 1984 une version TI (3 portes) qui était dotée du moteur 1.3 de 86 ch. Comparativement à la concurrence, les prestations étaient plutôt élevées et les aciers utilisés avaient subi un traitement zincrometal qui résolvait les problèmes récurrents de corrosion qui avaient touché la production de l'Alfasud.
Toutefois, l'Arna n'a jamais obtenu la faveur du public et, après seulement trois ans et demi de commercialisation, la production est définitivement arrêtée en 1987. Cette interruption a été la première décision stratégique de la nouvelle direction Fiat Auto, devenu propriétaire d'Alfa Romeo, puisque la production s'effectuait en forte perte. À noter que l'usine de Pratola Serra existe toujours, affectée toutefois à la production des moteurs au sein du groupe FCA. Le modèle d'entrée de gamme de la marque était désormais l'Alfa 33.

## Motorisations
| Moteur  | Réf. moteur | Cylindrée (cm3) | Nbre de cylindres et architecture | Puissance ch (kW)      | Couple max. (N m)  | Vitesse max. (km/h) | Accélération 0 à 100 km/h (s) | Disponibilité |
| ------- | ----------- | --------------- | --------------------------------- | ---------------------- | ------------------ | ------------------- | ----------------------------- | ------------- |
| Essence |             |                 |                                   |                        |                    |                     |                               |               |
| 1,2     | AS 305      | 1 186           | Flat-4                            | 63 (46) à 6 000 tr/min | 88 à 3 200 tr/min  | 155                 |                               | 1983/84       |
| 1,2     | AS 305      | 1 186           | Flat-4                            | 68 (50) à 6 000 tr/min | 92 à 3 200 tr/min  | 156                 | 14,1                          | 1984/87       |
| 1,4     | AS 300006   | 1 351           | Flat-4                            | 71 (52) à 5 800 tr/min | 107 à 3 000 tr/min | 156                 |                               | 1983/84       |
| 1,4     | AS 31010    | 1 351           | Flat-4                            | 86 (63) à 5 800 tr/min | 121 à 4 000 tr/min | 173                 |                               | 1984/86       |
| 1,5     | AS 31016    | 1 490           | Flat-4                            | 95 (70) à 5 800 tr/min | 133 à 4 000 tr/min | 175                 |                               | 1984/87       |

Caractéristiques selon le site italien Ultimaspecs.com

### Galerie

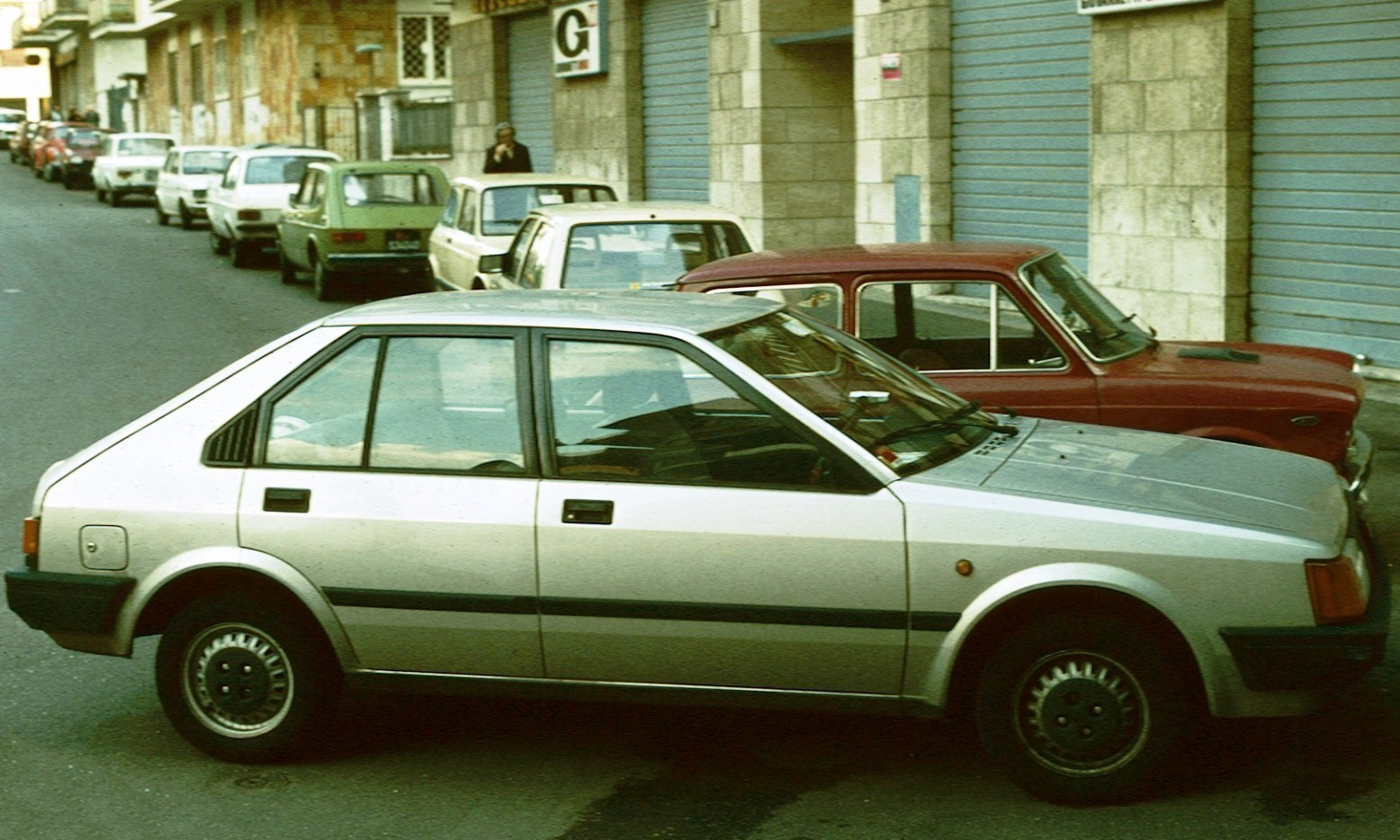
Arna 5 portes
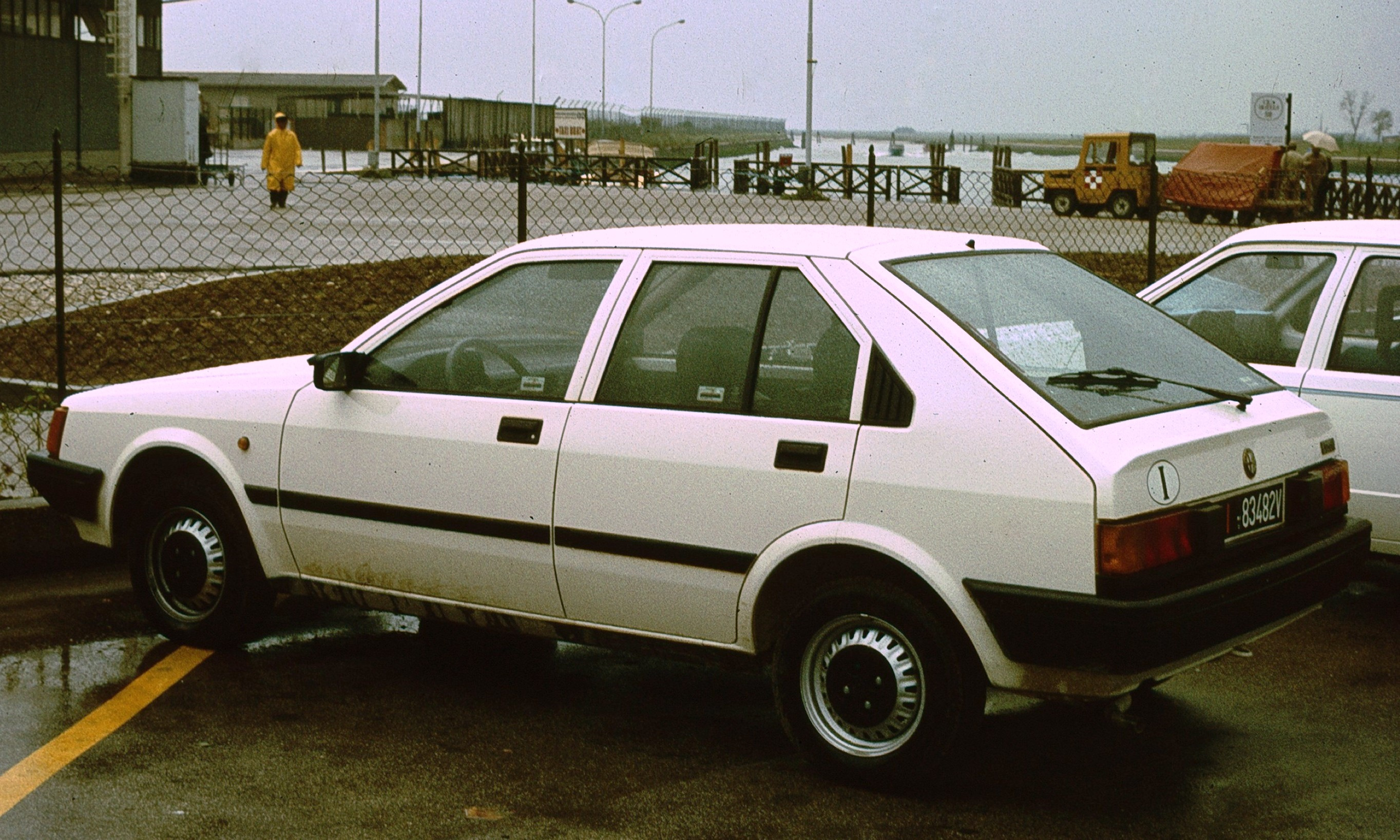
Arna 5 portes